# Scott Anderson (baseball)
Pour les articles homonymes, voir Scott Anderson et Anderson.
Scott Richard Anderson (né le 1er août 1962 à Corvallis, Oregon, États-Unis) est un lanceur droitier ayant joué dans les Ligues majeures de baseball de 1987 à 1995.

## Carrière
Scott Anderson est drafté en septième ronde par les Rangers du Texas en 1984. Il fait ses débuts dans les majeures avec cette équipe le 8 avril 1987 et apparaît dans huit parties, chaque fois comme lanceur de relève, au cours de cette saison.
Après une année entière passée dans les ligues mineures, il est échangé aux Expos de Montréal le 18 décembre 1988 en retour de Mike Berger, un autre joueur des mineures. Anderson revient dans les majeures en 1990, lançant dans quatre parties pour les Expos, dont trois comme lanceur partant. Il affiche une moyenne de points mérités de 3,00 avec 16 retraits sur des prises en 18 manches lancées pour Montréal, mais avec une défaite comme seule décision. Libéré par les Expos après la saison 1990, il quitte pour le Japon où il joue deux années pour les Chunichi Dragons de la NPB.
De retour en Amérique du Nord en 1993, Anderson joue en ligues mineures dans l'organisation des Marlins de la Floride, des Brewers de Milwaukee et des Royals de Kansas City avant de revenir dans les majeures avec ces derniers en 1995. Il dispute six parties pour Kansas City, deux en relève et quatre comme partant, remportant au passage sa première, et seule, victoire dans les majeures, le 30 juillet contre les Tigers de Detroit.
Scott Anderson a totalisé 54 manches et deux tiers lancées dans les majeures en 18 parties, dont sept comme lanceur partant. Il a remporté une victoire contre deux défaites, affiche une moyenne de points mérités en carrière de 5,43 et compte 28 retraits sur des prises.